# Bousignies
Bousignies is een gemeente in het Franse Noorderdepartement (regio Hauts-de-France). De gemeente telt 268 inwoners (1999) en maakt deel uit van het arrondissement Valenciennes.

## Geografie
De oppervlakte van Bousignies bedraagt 3,2 km², de bevolkingsdichtheid is 83,7 inwoners per km².

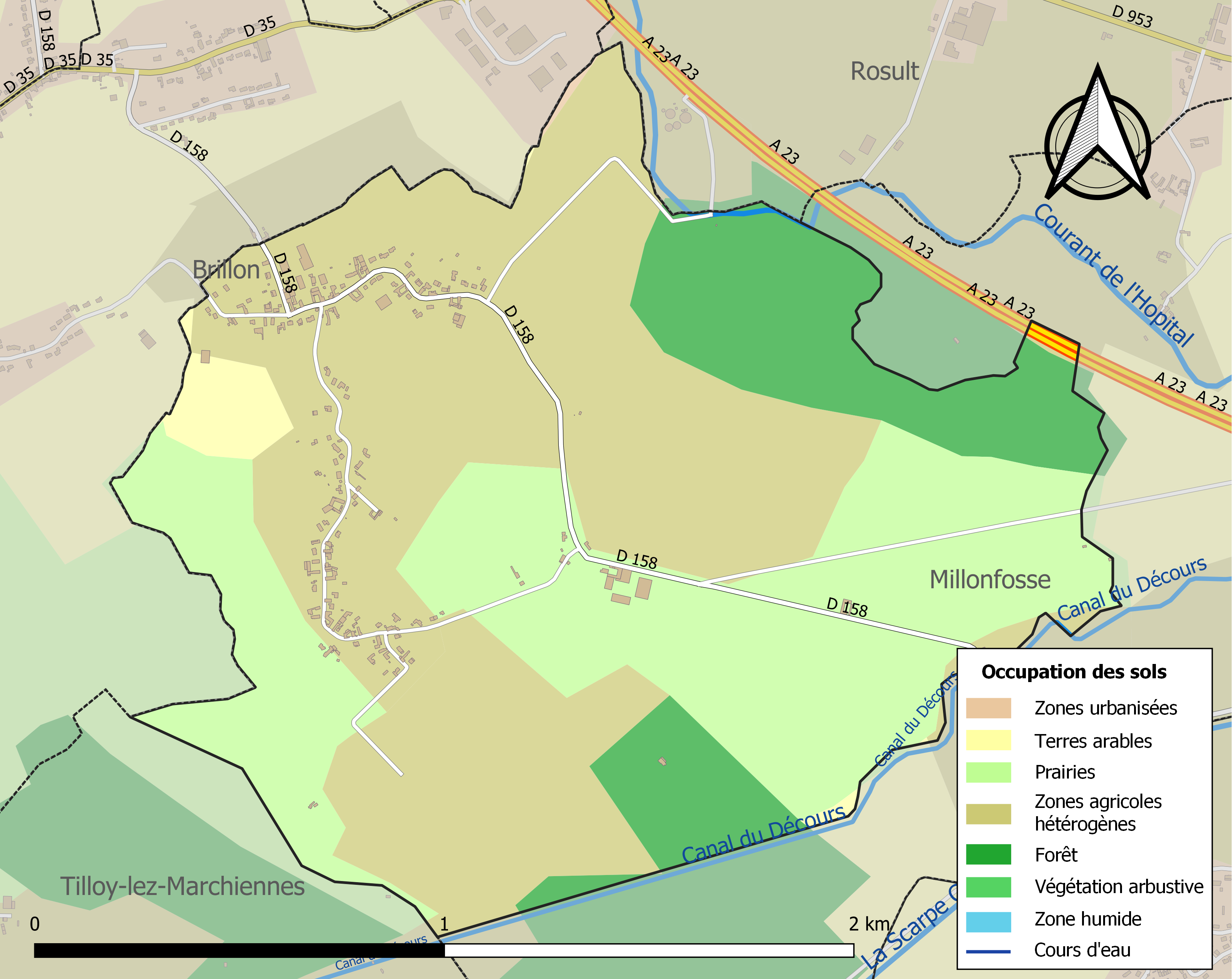
Kaart van de gemeente met belangrijkste infrastructuur, bodemgebruik en omliggende gemeenten

## Bezienswaardigheden
Bousignies heeft geen kerk, maar een kapel:
- De Christus-Verlosserkapel (Chapelle du Christ-Redempteur) is een achthoekige kapel in neogotische stijl, van 1868.

## Natuur en landschap
In het noorden loopt de Courant de l'Hôpital en in het zuiden het Omleidingskanaal van de gekanaliseerde Scharpe (Canal du Décours). De hoogte aan de kapel bedraagt 19 meter.

## Demografie
Onderstaande figuur toont het verloop van het inwonertal (bron: INSEE-tellingen).

## Verkeer en vervoer
Ten noordoosten van Bousignies loopt de autosnelweg A23.

## Nabijgelegen kernen
Brillon, Sars-et-Rosières, Rosult, Millonfosse, Hasnon